# Waterloo (Trinidad y Tobago)
Waterloo es una localidad de Trinidad y Tobago, que forma parte de la región de Couva-Tabaquite-Talparo.

## Geografía
La localidad abarca parte de la isla Trinidad y limita al norte con Brickfield, al sur con Warren Village, al este con Butler Village y al oeste con el golfo de Paria.

## Demografía
Datos demográficos de la localidad de Waterloo:
| Gráfica de evolución demográfica de Waterloo entre 2000 y 2011 |
|                                                                |